# Eksplozija rudnika v Nanaimu (1887)
Eksplozija rudnika v Nanaimu se je zgodila 3. maja 1887 v kanadski provinci Britanska Kolumbija. Ubitih je bilo 150 rudarjev, 7 jih je preživelo.
Eksplozija se je začela globoko pod zemljo. Eksploziv je bil nepravilno nameščen. Veliko rudarjev je umrlo takoj, ostali so za vedno ostali ujeti v rudniku. Ti ljudje so pisali poslovilna pisma v prašna tla s svojimi lopatami. Skoraj 150 otrok je izgubilo očeta, 46 žena je ovdovelo. Na tragičen dogodek spominja obeležje na Milton Streetu. 
Prve informacije, da je umrlo 148 oseb, so popravili na 150, vključno s 53 kitajskimi delavci, katerih imena niso znana. V tistem času, do leta 1897, delodajalcu ni bilo potrebno poročati o smrti kitajskih delavcev. Nekatere trditve kažejo, da se je večina ponesrečenih rudarjev pisala Mah. Vsi zapisi o ponesrečenih rudarjih so bili uničeni, ko je leta 1960 pogorela kitajska četrt v Nanaimu. Na obeležju so imena belopoltih minercev, a le majhno število kitajskih. Za nesrečo so kitajski delavci krivili belce, in sicer zaradi slabe komunikacije. Kitajski delavci namreč niso znali prebrati znakov in navodil za delo v rudniku. Po eksploziji so rudnik ponovno odprli in proizvajali 18 milijonov ton premoga letno vse do leta 1938, ko so ga za vedno zaprli.
Rudnik Number One je bil odprt leta 1884 ob vznožju Milton Street v Nanaimu. Vodilo ga je podjetje Vancouver Coal Company. Jaški in tuneli so se raztezali do otokov Protection in Newcastle ter do reke Nanaimo. Zadnji rudnik v Nanaimu so zaprli leta 1968.